# Frank Spraggon
Frank Spraggon (Marley Hill, 27 ottobre 1945) è un ex calciatore inglese, di ruolo difensore.

## Carriera
Inizia a giocare nelle giovanili del Middlesbrough, club con il quale nel 1963, all'età di 18 anni, esordisce tra i professionisti, nella seconda divisione inglese; giocherà poi in questa stessa categoria per dieci delle tredici stagioni consecutive trascorse al Boro: fanno eccezione solamente la stagione 1966-1967 (trascorsa in terza divisione e conclusasi con una promozione) ed il biennio 1974-1976, nel quale gioca in totale 41 partite in prima divisione. Con il club biancorosso gioca in totale 280 partite di campionato (con 3 gol segnati) e vince la Second Division 1973-1974. Successivamente gioca 24 partite nella NASL con i Minnesota Kicks.
Con i Kicks raggiunse la finale della North American Soccer League 1976, giocata da titolare e persa contro i canadesi del Toronto Metros-Croatia.
Sì ritira dall'attività agonistica nel 1977, all'età di 32 anni, dopo un'ultima stagione (nella quale gioca una sola partita) nella quarta divisione inglese con l'Hartlepool Utd. Dopo il ritiro ha lavorato come collaboratore tecnico al Newcastle Utd.

## Palmarès

### Club

#### Competizioni nazionali
- Campionato inglese di seconda divisione: 1

Middlesbrough: 1973-1974